# Bad Aussee
Bad Aussee – miasto uzdrowiskowe w Austrii, w kraju związkowym Styria, w powiecie Liezen. Do 31 grudnia 2011 siedziba ekspozytury politycznej Bad Aussee. Liczy 4762 mieszkańców (1 stycznia 2015).